# 도조지 설화

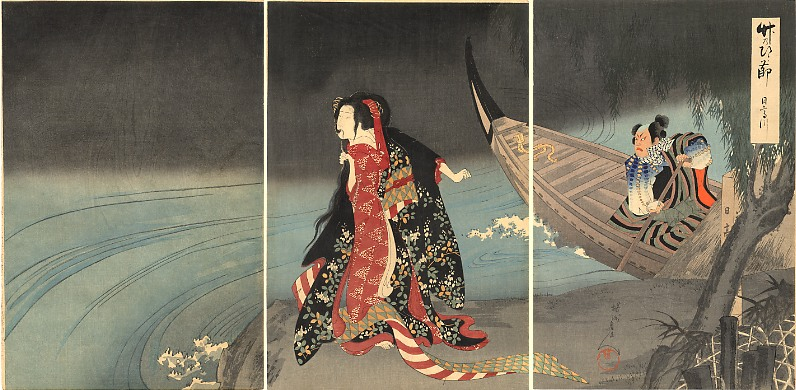
히타카 강에서 강을 건너려는 기요히메

도조지 설화(道成寺 說話)는 일본 기슈 지방에 전해오는 설화로 기요히메(清姫)와 승려 안친(安珍)의 이야기이다. 기요히메는 흠모해온 승려 안친에 배신당해 증오가 너무나도 강해 뱀으로 변하였고, 도조지(道成寺)의 종에 숨은 안친을 종과 함께 태워 죽인다는 내용으로 되어 있다.

## 전설의 내용
문헌상에는 이미 헤이안 시대(平安時代)에 쓰여진 《대일본국법화험기》(大日本国法華験記, 약칭 법화험기), 《곤자쿠 이야기집》(今昔物語集) 등에서 찾을 수 있으며, 좀 더 소급하면 《고지키》(古事記)의 호무치와케노미코(本牟智和氣王) 설화에 이즈모(出雲)의 히카와(肥河)에서 있었다는 '뱀 여자와의 혼례 이야기'가 있다. 도조지 전설에는 몇 개의 버전이 있지만 잘 알려져 있는 것은 다음과 같다.
키요히메, 안친을 만남
때는 엔초(延長) 6년(928년) 여름, 다이고 천황(醍醐天皇)의 치세에 오슈(奧州)의 시라카와(白河)에서 구마노(熊野)로 참배하러 온 승려가 있었다. 안친이라는 이름의 이 승려는 대단한 미남이었다. 기이국의 무로 군(牟婁郡) 마사고(眞砂)에서 그곳 장자인 기요쓰구(清次)의 집에서 하룻밤 묵게 되었는데, 기요쓰구의 딸 기요히메는 안친을 보고 한 눈에 반해, 대담하게도 안친이 자는 방에 몰래 숨어들었다. 안친은 구마노에 갔다 오는 길에 꼭 다시 돌아오겠다고 약속해 기요히메를 돌려보낸 뒤, 구마노 참배가 끝나자 들르지도 않고 곧장 가버렸다.
안친의 배신과 기요히메의 분노
속았다는 것을 안 기요히메는 분노하여 맨발로 안친을 뒤쫓아 도조지로 향하는 길목에 있던 우에노(上野) 마을까지 따라온다. 안친은 기뻐하기는커녕 자신은 안친이 아닌 딴사람이라며 거짓말에 거짓말을 거듭해 마침내 구마노 곤겐에게까지 도움을 청했고, 돈으로 기요히메를 묶어놓은 사이에 도망치려고 했다. 기요히메의 분노는 하늘을 찔렀고, 결국 뱀의 몸으로 변해 안친을 뒤쫓았다.
안친의 최후
히다카 강(日高川)을 건너 히다카지(日高寺)로 도망친 안친을 쫓는 기요히메의 모습은 입에서 불을 뿜으면서 강을 건너오는 뱀 그 자체였다. 강을 건너면서 안친은 나룻터의 뱃사공에게 "뒤쫓아오는 사람을 건네주지 말아주시오." 라 부탁했지만 소용없었다. 안친이 도망쳐 들어간 절이 바로 도조지였다. 사정을 들은 도조지 승려들은 다급히 종각에 매달아 두었던 범종을 내려 주어 그 속으로 안친을 숨겨주었지만, 기요히메는 용서하지 않고 종을 친친 감는다. 절의 문을 닫고 얼마 안 되어 큰 뱀이 절에까지 들어왔는데, 닫아놓은 문도 쉽게 넘어와 종루 주위를 한두번 돌더니 종루 입구 밑으로 꼬리로 백 번이 넘게 문을 쳐서 종루 문을 부수고, 종을 친친 감아 꼬리로 범종 꼭대기의 용뉴를 두사흘 동안 두드리고 있었다. 인과응보로 가련한 안친은 종 안에서 불타 죽고 만다. 도조지 승려들은 무서워하면서도 어떻게 되었는지 궁금하여 종루의 사면을 들어 안을 보았더니, 뱀은 두 눈에 피눈물을 흘리며 목을 들어 올려 혀를 낼름거리며 아래로 내려오고 있었다. 커다란 범종이 뱀의 독과 열기에 불이 붙어 뜨겁게 달아오르고, 불길이 타오르고 있는 것을 물을 끼얹어 식히고, 종을 걷어내자 승려는 약간의 재만을 빼면 뼈조차 남은 것이 없었다. 안친을 죽인 후 기요히메는 뱀의 모습으로 투신자살한다.
두 사람의 성불
그로부터 얼마 뒤, 히다카지의 주지승의 꿈에 두 개의 꼬리를 서로 휘감은 뱀이 한 마리 나타났다. 두 개의 꼬리 중 하나가 자신을 종 안에 갇혔던 승려, 안친이라고 소개했다. 지옥에서 독사가 된 악녀에게 잡혀 부부가 되었고, 사도(蛇道)에 전생한 뒤 보기도 흉한 몸을 받아 무량의 근심을 받으며 성불하지 못하고 있다며 안친은 주지에게 자신을 공양해달라고 부탁했다. "성인의 넓고도 크신 은덕에 의지해 이 괴로움에서 벗어나고 싶사옵니다. 부디 《법화경》(法華經) 여래수량품(如來壽量品)을 서사하시어 저희 두 마리의 뱀을 위해 공양을 베풀고, 이 괴로움에서 우리를 구해주시기 바라나이다." 주지가 설법한 《법화경》의 공덕에 의해 두 명은 성불해, 천인의 모습으로 주지의 꿈에 나타나 뱀의 몸을 버리고 여자는 도리천에, 승려는 도솔천에 오르게 되었다고 말했다. 실은 이 두 명은 각각 구마노 곤겐과 관세음보살의 화신이었도다, 라고 꿈에서 깨어난 노승이 눈물을 흘리며 《법화경》의 영험함을 찬미하는 것으로 이야기는 끝난다.

## 전승 내용의 차이점

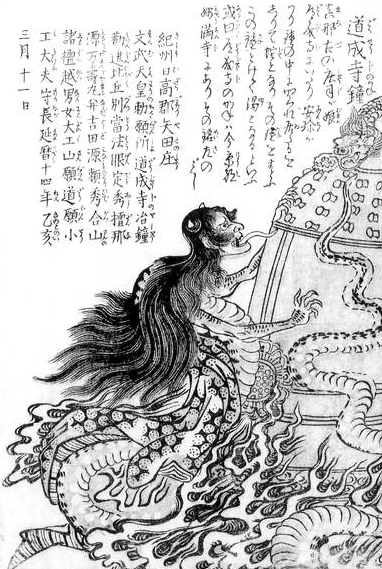
도리야마 세키엔의《금석백귀습유(今昔百鬼拾遺)》의 기요히메와 도조지의 종

《곤쟈쿠 이야기집》에는 '안친'이나 '기요히메'라는 이름 대신 '승려' 그리고 '여인'만 있으며, 젊은 승려와 함께 늙은 승려도 한 명 더 있었다(《곤쟈쿠 이야기집》에는 이 늙은 승려도 젊은 승려와 함께 불타 죽는다). 여인도 《곤쟈쿠 이야기집》에는 소녀 대신 젊은 과부로 등장하며, 《곤쟈쿠 이야기집》에서는 분함과 수치심을 이기지 못하고 침실에 누워 소리없이 죽었으며, 슬퍼하는 하녀들 앞에 침실에서 몸길이 5심尋이 되는 독사가 나타나 승려를 뒤쫓아 구마노 길거리를 갔다고 했다.
《도조지연기 회권》(道成寺縁起絵巻)에는 주인공 여자는 마사고 마을에 사는 기요지의 딸이 아니라 며느리(娵)로 되어 있고, 안친이라는 이름 자체도 《원형석서》(元亨釈書), 기요히메의 이름은 간포(寛保) 2년(1742년) 처음 상연된 조루리(浄瑠璃) 《도성사현재사린》(道成寺現在蛇鱗) 에 처음 나오는 것으로 알려져 있다.
또한 《역사순》(歷史巡)에 의하면 기요히메의 마을로 알려진 마사고 마을에서는 다른 전설을 전하고 있었다.
- 우선 기요히메의 어머니가 사실은 홀아비인 아버지가 도와준 흰 뱀의 정령으로 그 아버지와 혼인해 기요히메를 낳게 되었다.
- 안친은 어린 기요히메에게 "나중에 크면 너하고 결혼해주겠다" 고 했는데 뱀으로 변한 기요히메의 모습을 보고 무서워하게 되었다.
- 안친에게 버려진 기요히메는 절망해 후지타 강(富田川)에 몸을 던졌고 그 원한이 뱀의 모습으로 나타났다.
- 처음부터 기요히메가 뱀이 되지 않고(따라서 안친도 죽지 않고) 그냥 좌절해서 강물에 몸을 던져 죽는다는 결말도 있다.

기요히메는 원래 광산 경영자였는데 안친이 기요히메로부터 광산의 비밀지도를 빌려가 갚지 않아 화가 난 기요히메와 광부들이 안친을 쫓아왔다는 이야기도 있다.

## 후일담

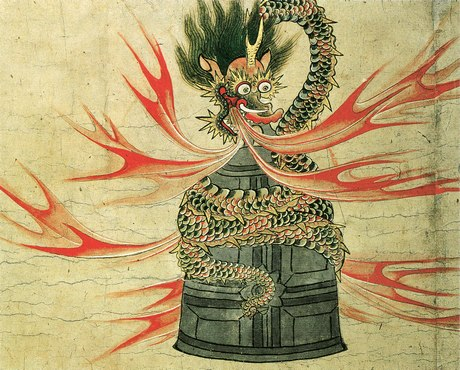
도사 미쓰시게(土佐光重)가 그린 도조지연기 에마키(道成寺縁起絵巻). 뱀의 모습이 된 기요히메가 종 속의 안친을 태워 죽이는 장면이다.

안친과 함께 범종을 태워 없앤 히다카지에서는 4백년쯤 지나 이름을 가네마키지(鍾卷寺)로 바꾸었는데, 마지막으로 바꾼 이름이 도조지였다. 4백년 동안 몇 번이나, 불타버린 범종 대신 다시 새 종을 만들려고 했다가 남북조 초기인 쇼헤이(正平) 14년(1359년)에 겨우 범종을 완성시킬 수 있었는데, 이때 범종 공양을 하면서 여인은 들어오지 못하게 했다. 주지의 명이었다. 범종이 완성되어 낙성식이 열리고, 인근에 사는 남녀 신도들이 모두 모였는데, 한 명의 시라뵤우시가 나타나 절 안으로 들어와 자신을 기이 국의 어느 마을에서 왔다고 소개하며 자신의 춤을 범종에 바치겠다고 하는 것이었다. 범종도 다 만들어졌는데 무슨 일이야 설마 있겠느냐, 싶어 승려들은 들어오도록 허락했다. 신도들이 모두 돌아가고 중들이 졸기 시작하는데 시라뵤우시는 멈추지 않고 춤을 추더니, 모든 승려가 잠들자 춤을 멈추고는 범종을 노려보며 "난 저 종이 싫어!" 하고 소리지르며 범종을 끌어내리고, 아래쪽 땅을 파서 종 안으로 들어가버렸다. 주지는 그때서야 이 절에서 여자를 들어오지 못하게 한 이유가 저것 때문이었음을 말해주고 승려들을 모아 불경을 읽어 내려갔다. 천천히 위로 올라가는 범종 안에서 불을 내뿜는 커다란 뱀 한 마리가 기어 나왔고, 범종을 불살라버리려다 오히려 자신의 몸에 불이 붙자 계단을 굴러 히다카 강으로 들어가버렸다고 한다.
2백 년 뒤인 덴쇼(天正) 연간에 도요토미 히데요시(豊臣秀吉)의 기슈 정벌 무렵, 히데요시의 가신 센고쿠 히데히사(仙石秀久)가 산속에서 이 종을 발견했는데, 히데히사는 이 종을 전투 신호로 사용했고, 그 뒤 종을 교토로 가져가 기요히메의 원한을 풀기 위해 현본법화종(顕本法華宗)의 총본산 묘반지(妙満寺)에 이 종을 봉납했다. 에도 시대의 화가 도리야마 세키엔(鳥山石燕)이 그린 《금석백귀습유》(今昔百鬼拾遺)에도 「도조지종(道成寺鐘)」이라는 제목으로 세키엔이 살던 시대에는 그 종이 묘반지 절에 있었다는 사실을 적고 있다.

## 사적

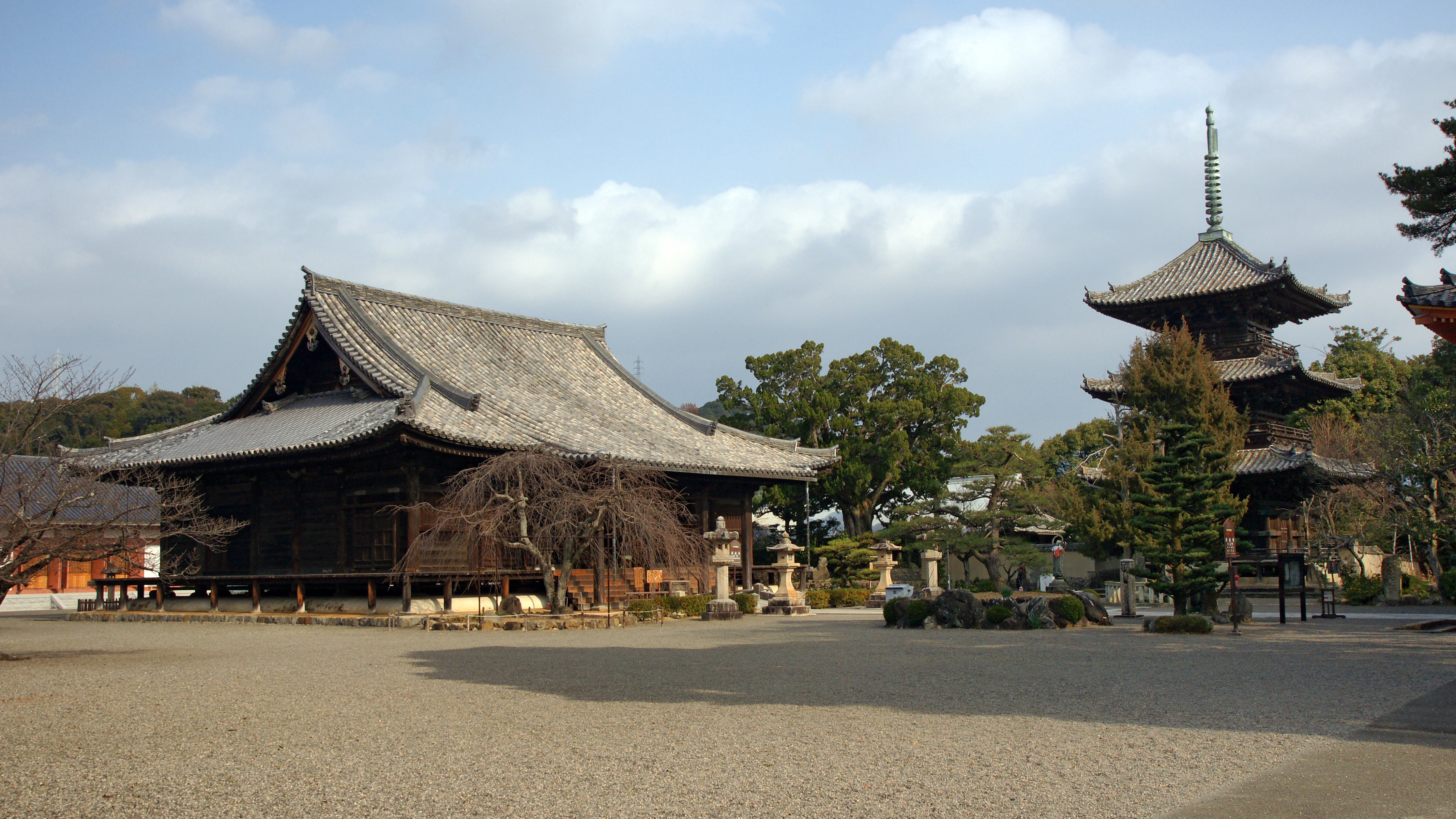
도조지 경내

설화의 배경이 된 도조지는 다이호(大宝) 원년(701년)에 몬무 천황(文武天皇)의 칙원(勅願)에 따라 기엔(義淵) 승정이 처음 열었고, 기노오미 미치나리(紀大臣道成)라는 자가 건립했다고 알려져 있다. 다른 전승에서는 몬무 천황의 부인으로 쇼무 천황(聖武天皇)의 생모인 후지와라노 미야코(藤原宮子)의 발원으로 몬무 천황이 창건했다고도 한다(이 전승에는 미야코가 기이 국의 해녀였다고 되어 있다). 이들 전승을 그대로 믿기는 어렵지만 절 경내의 발굴조사 결과 옛 절터가 확인되었고 출토된 기와의 연대는 8세기 초두인 것으로 보아 그 무렵 사찰이 존재하고 있었음은 분명하다. 1985년에 본당 해체수리 과정에서 발견된 천수관음상도 나라 시대의 것으로 확인되었다.
절에 남아 있는 불상들은 대부분 헤이안 시대 초기에서 중기의 것으로 이 무렵 절의 세가 가장 성했을 것으로 보이나, 현존하는 본당은 남북조 시대인 쇼헤이(正平) 12년(1357년)에 준공된 것으로, 이후 도조지는 쇠퇴하여 덴쇼 16년(1588년)의 문서에는 당시 절에 본당과 진수사(鎮守社)만 남아 있었다고 적혀 있다. 에도 시대 초기인 간에이(寬永) 11년(1634년)에 도조지는 거의 폐사되었는데, 메이레키(明暦) 원년(1655년)에 번주 도쿠가와 요리노부(徳川頼宣)의 원조를 받아 본당 지붕의 기와를 얹었다. 간포 2년(1741년)에 이 설화를 조루리로 각색한 것이 흥행하면서 옛 영화를 되찾기 시작해(그 전까지 주지가 절을 찾은 참배객들에게 들려주거나 혹은 공양할 시주를 받기 위해 행각승들이 이야기를 전파하면서 알려짐) 인왕문(仁王門)과 삼중탑(三重塔) 등의 건물들이 근세를 거치며 차츰차츰 수리되고 정비되었다. 매년 도조지를 찾는 참배객도 약 30만 명 정도로 늘어났다.
도조지 경내에는 안친의 무덤이라 전하는 안친즈카(安珍塚)가 남아 있다. 기요히메의 탄생지라 전하는 마사고는 현재 구마노 옛 길의 가운데 부근에 있고 이곳에도 기요히메의 무덤이라 전하는 돌탑을 비롯해 기요히메와 관련된 사적이 존재한다. 또한 구마노 옛 길의 시오미토게 고개(潮見峠越え)에는 다나베 시 지정 천연기념물인 넨보쿠 삼나무(捻木ノ杉)가 있고, 이 나무는 기요히메가 도망치는 안친을 보고 괴로워 이 나무에 기대어 몸부림쳤고 그대로 나무와 뒤엉켜 자라났다고 하는 전설이 있다.
묘반지에 봉납된 도조지 범종은 현재까지도 남아 있다. 절의 대승정에게 공양되어 기요히메의 원념을 풀고 아름다운 음색을 내게 되었다는 이 범종은 영험한 국보로써 절에 전해졌고, 해마다 봄에 기요히메의 영혼을 위로하는 공양이 이루어지고 있다. 도조지 관련 예술 작품을 제작하고 상연하는 관계자들이 무대 안전을 기원하며 기원을 올리던 시절도 있었고, 예술의 길에 정진하기를 기원하며 절을 찾는 사람도 있다.
도조지 설화를 수록한 《도조지연기 에마키》(道成寺緣起繪卷)는 모두 두 권의 두루마리로 이루어져 있고 그 길이는 40m가 된다. 기록에 따르면 무로마치 시대인 오에이(應永) 43년(1427년)에 완성된 것으로, 일본의 국보이다.

## 전설을 소재로 한 작품들
도조지 전설은 예술의 소재로 폭넓게 이용되었다. 전기 「후일담」의 부분이 이용되는 것이 많아, 그 때문에 안친을 직접 무대에 내는 일 없이 여성의 원한 이야기로써 세계를 전개할 수 있었다. 일본화가 고바야시 고케이(小林古經)는 이 도조지 전설을 소재로 취한 회화를 제작하였다.
- 노(能): 「종권(鐘巻)」및 그것을 고친 「도조지」
- 나가우타(長唄): 「기슈도조지(紀州道成寺)」, 「요난도조지(女男道成寺)」, 「노도조지奴道成寺」, 「니진도조지(二人道成寺)」
- 오기에부시(荻江節): 「종의 갑(鐘の岬)」
- 기다유부시(義太夫節): 「히다카가와(日高川)」
- 가부키: 「경록자랑도성사(京鹿子娘道成寺)」
- 쿠미오도리(組踊): 「집심종입(執心鐘入)」
- 와라베우타(わらべ歌): 「도죠지」( 「도성사를 노래함」.와카야마현. 작자 미상)